# Кан, Луис
Луис Исидор Кан (англ. Louis Isadore Kahn, настоящее имя Ице-Лейб Шмуиловский, 20 февраля 1901[…], Аренсбург, Лифляндская губерния — 17 марта 1974, Пенсильванский вокзал, Нью-Йорк) — американский архитектор. Его творчество оказало существенное влияние на формирование лица американской архитектуры середины двадцатого века.. Кавалер Золотой медали Американского института архитектуры (1971).

## Биография
Родился в 1901 году в Аренсбурге (ныне Курессааре) Лифляндской губернии, в еврейской семье. В 1906 вместе с родителями эмигрировал в США. Учился на архитектурном факультете Школы изящных искусств Пенсильванского университета в Филадельфии, у Поля Кре, по академической системе парижской Школы изящных искусств, основательно усвоив грамматику академически истолкованного классицизма. Окончив школу в 1924 году, в период упадка американской архитектуры, он обратился к опыту европейских авангардистов (Ле Корбюзье, Мис ван дер Роэ), с которыми познакомился во время поездки по Европе в 1928—1929 годах. Кан усваивает приём структурно-рационалистического подчёркивания конструкции, сближается с функционалистами. Но в годы экономической депрессии ему не удаётся найти достойное применение своим возможностям. Развивался он медленно, работая помощником у второразрядных архитекторов и лишь изредка выполняя небольшие самостоятельные проекты в характере «интернационального стиля».
Перелом наступил, когда Кан, уже немолодым человеком (1948), стал преподавателем Йельского университета. Процессу созревания собственной концепции помогли в 1950-е годы стажировка в Риме и путешествия по Греции и Египту. В лаконичных зарисовках очевидна попытка выйти к основам архитектуры, её структурным архетипам, её значениям. Развитие теоретической мысли дало неожиданно мощный импульс творчеству.
Первая крупная работа Кана — Художественная галерея Йельского университета (1951—1953) — принесла ему признание. Впечатляет диапазон масштабов работ архитектора: от бани в Трентоне, Нью-Джерси до генерального плана столицы Бангладеш Дакки, где строительство правительственных учреждений ведётся по единой концепции с 1962 года. Первая унитаристская церковь в Рочестере, штат Нью-Йорк, со стенами из шлакоблоков, остроугольные в плане корпуса Центра биологических исследований Дж. Б.Солка в Ла-Ойе, Калифорния из бетона и дерева, огромные круглые бетонные проемы в центральном внутреннем дворе библиотеки в Эксетере, Нью-Гэмпшир демонстрируют разнообразие форм и фактур, которые использовал Кан в последний период своего творчества. Особое внимание к эффектам естественного освещения проявилось при создании музея Кимбелла в Форт-Уэрте, Техас где произведения искусства освещаются светом, отраженным от высоких, сложных по форме сводов, и в Британском центре Меллона в Йеле, работа над которым была завершена уже после смерти архитектора.
Умер в Нью-Йорке 17 марта 1974 года.

## Творчество
Первой работой Кана как зрелого мастера была художественная галерея Йельского университета в Нью-Хейвене. Внешний облик сооружения выдержан в традициях интернационального стиля, но в оформлении интерьеров бросаются в глаза грубые поверхности бетонных перекрытий и выставленное напоказ инженерное оборудование, что отражает веру Кана в эстетические достоинства обнаженной конструкции. Уже в этой работе Кан возвращал архитектуре зримую весомость — эфемерность стеклянной стены открывала «грубый бетон» интерьеров. Грубовато резкие формы (свойство, которое позволило числить Кана по разряду необруталистов) полны сдержанной силы.
Визуальная ценность того, что архитектор называл служебными пространствами (то есть тех частей сооружения, где размещались технические системы), была еще сильнее акцентирована в кирпичных башнях медицинских исследовательских лабораторий А. Н. Ричардса в Пенсильванском университете (1957—1961). Здесь, в соответствии с классической традицией, он противопоставил каноническому приёму архитектуры модернизма — взаимному «перетеканию» частей внутреннего пространства — жёсткую артикуляцию структуры. В жёстком расчленении объёма с непримиримой честностью демонстрируется структурная логика системы, основанной на разделении рабочих и обслуживающих пространств.
Функции сооружений Кан стремился свести к неким общим типам, извечно существующим «институциям» человеческого общества. Подобный подход определял широту взглядов на явления, позволял увидеть новое в привычном, но и ограничивал диапазон применения концепции — её широта чрезмерна для многих конкретных задач. «Школы, библиотеки, лаборатории, спортивные залы. Архитектор обращается к вдохновению раньше, чем может воспринять диктат необходимой организации пространства. Он спрашивает себя какова природа каждого — отличающая его от других? Когда он ощущает это отличие, он рождает форму. Форма вдохновляет проект», — писал Кан.
Кан стан популярен отчасти благодаря поверхностной близости его построек тому нарочито грубому стилю, который нравился тогда молодёжи. Но в ещё большей степени привлекало — и не только молодёжь — его видение социального: он бросал вызов действительности, но не через некие утопические представления об устройстве будущего, а своим мистическим консерватизмом. Для Кана предпочтительны схемы-архетипы социальных связей. Хороший план — тот, который выявляет центральное значение институции. Кан полагал, что архитектурная проблема имеет «сущностное» значение, которое выходит далеко за пределы функциональных диаграмм. Только когда для него найдена соответствующая символическая форма, архитектор переходит к проектированию, придавая центральному интуитивно найденному понятию материальные очертания Хороший проект — когда «форма», лежащее в основе значение, будет точно выражена через все части.
Позиция, основанная на внимании к духовным корням как социальной, так и эстетической сфер, определила мотивацию главных проектов Кана шестидесятых годов и вела его к созданию простого набора «форм-типов», основанных на геометрии — квадрате, круге, треугольнике — которые пригодны для громадного разнообразия комбинаций. Первичное значение институции выражает обычно центральное пространство социального характера, связанное с окружением через пространства вторичные, предлагающие вариации основной темы и предназначенные для более частных функций.
Творчество Луиса Кана показало пример возвращения к вневременным ценностям классического, не связанного с отказом от ценностей и духа современности, как и с подражанием конкретным формам прошлого. Оно напомнило об архитектуре как средстве духовной коммуникации и показало пример систематической разработки словаря «говорящей архитектуры». Вновь утверждалась фундаментальность категории формы и присущие ей законы формообразования. Механистичности функционализма противопоставлен метод артикуляции архитектурных организмов, связывающий структуру сооружения с крупными категориями человеческой деятельности.
Работы Кана вызвали поначалу волну поверхностных подражаний; но его влияние не ограничилось преходящей модой. Была заложена основа принципиальных изменений в развитии современной архитектуры, определившихся к середине семидесятых. В конечном счёте, его влияние оказалось почти столь же глубоким как влияние Райта или Ле Корбюзье. Для мировой архитектуры шестидесятых годов Кан был ключевой фигурой.

## Комплекс правительственных зданий в Дакке, Бангладеш
Стремление Кана к монументальному получило наиболее полное, в чём-то преувеличенное, воплощение в его крупнейшей работе — правительственном центре Дакки, столицы Бангладеш. (1962—1976). Власть Кан воспринимал как одну из фундаментальных основ социального порядка, «форма» (в том смысле, который Кан вкладывал в это слово) должна была отражать значение этой институции. Главный объём — здание Национальной ассамблеи — сформирован вокруг цилиндрического пространства зала заседаний — «здания внутри здания». Круг использовался архитектором как символ потребности в социальном объединении и знак его центра. Внешнюю оболочку здания образуют прямоугольные и круглые в плане блоки. Торжественная упорядоченность симметричной системы отсылает к традициям империи Моголов, но изощрённую деталировку, стрельчатые арки и облицовку мрамором заменили суровые бетонные стены на мощном кирпичном основании, прорезанные проёмами элементарных геометрических очертаний — треугольными, прямоугольными и циркульными. В их тектонике, как и в пространственной структуре комплекса, очевидны отголоски языка форм поздней Римской империи — виллы Адриана в Тиволи, как и псевдоархеологических изображений на офортах Дж. Б. Пиранези. Простые суровые формы несут сложную иерархию ценностей и символов в которой доминируют стабильность и традиционность. Современность соединена с архетипами общечеловеческого значения.
В генеральном плане всего правительственного центра — Капитолия — здание Национальной ассамблеи заняло центральную позицию, остальные постройки окружают его как бы по зонам нисходящей значимости. Использован весь арсенал риторических средств планировки, выработанных парижской Школой изящных искусств, — главные и вторичные оси, точки кульминации, вариации величин и очертаний, — чтобы усилить метафору «парламент — вершина социального порядка». Кан сочетал монументальные традиции Востока и Запада, создавая своей архитектурой идеальную символическую схему Государства (причём государства мусульманского — главный вход в здание Парламента располагался под мечетью с четырьмя цилиндрическими башнями, обращённой в сторону Мекки; это отклонение от преобладающей геометрии общего построения, как и другие сознательно введённые элементы дисимметрии, усиливало воздействие главной закономерности структурного построения).
Впечатляющая сила массивного величия центрального ансамбля Дакки несомненно превосходит эффект, производимый растворенным в ландшафте Капитолием Чандигарха Ле Корбюзье. Но Кан прямо вдохновлялся выражением «надчеловеческого» идеала утопического государства, восходящего к Платону, тогда как Ле Корбюзье создавал свой ансамбль, стремясь соединить возвеличение государственности с утверждением ценности отдельной личности. Первый выражал своё представление о государстве в иерархической системе, плотно группирующейся вокруг подобия мощной цитадели, второй, отвергая централизацию, вынес Капитолий за пределы городского массива и рассредоточил его, раскрывая равновесие сил, обеспечивающих демократию управления. За развитием формальных схем стояли не только различные представления о пути развития государственности в странах, обретающих независимость (в поисках новой специфической модели или путём переноса демократических норм и ценностей, выработанных на Западе), но и различные методы архитектурного творчества — модернизм у Ле Корбюзье и формирующаяся амтимодернистская тенденция у Кана.

## Избранные проекты и постройки
- Художественная галерея Йельского университета в Нью-Хейвене (1951—1953);
- Американская федерация медицинских работников в Филадельфии (1954—1956);
- Здание Центра еврейской общины Трентона, Нью-Джерси, США (Trenton, New Jersey, USA), 1954—1959.
- Институт биологических исследований в Сан-Диего, Калифорния, США, 1959—1966.
- Завод «Оливетти» в Гаррисберге, Пенсильвания, США, 1960-е гг.
- Административные здания и учебные корпуса в городе Дакка, Бангладеш, 1962.
- Индийский институт управления (Indian Institute of Management), Ахмадабад, Индия, 1962.
- Проект синагоги конгрегации «Микве Исраэль», Филадельфия, Пенсильвания, 1961—1970. Неосуществлен.
- Здание библиотеки Академии Филлипса в Эксетере, Эксетер, Нью-Гэмпшир, 1965—1971.
- Реконструкция синагоги «Хурва» в Старом городе Иерусалима, Израиль (Jerusalem, Israel), 1968.
- «Мемориал шести миллионам», Манхаттан, Нью-Йорк, США, 1967—1969.
- Синагога «Бет-Эль» в районе Чаппаква, Нью-Йорк (Chappaqua, New York), 1966—1972.
- Центр Вольфсона на территории Тель-Авивского университета, Тель-Авив, Израиль. Факультет машиностроения и инженеров транспорта.
- Йельский центр британского искусства (Yale Center for British Art), Йельский университет, Нью-Хэйвен, Коннектикут, 1969—1974.
- Дворец конгрессов в Венеции;
- Художественный колледж в Филадельфии;